# Bobby Bukowski
Robert „Bobby“ Bukowski (* 1953 in New York City) ist ein US-amerikanischer Kameramann und Hochschullehrer.

## Leben
Nachdem Bobby Bukowski an der State University of New York in Stone Brook seinen Master in Biochemie gemacht hatte, entschied er sich gegen eine weitere medizinische Laufbahn und begann, größere Reisen in Europa und Asien zu unternehmen. Seinen ersten Kontakt mit der Fotografie hatte er als Fotoassistent in Paris, bevor er später bei einer Dokumentation über pilgernde Buddhisten am Ganges unter Leitung des Dalai Lama erstmals als Kameramann arbeitete. Mit seiner Rückkehr in die USA schrieb er sich an der New York University ein, um an der Tisch School of the Arts Kamera zu studieren.
Mit seiner ersten Arbeit als eigenverantwortlicher Kameramann für das Drama Eine Woche Heiratsfrist fing 1985 die Karriere Bukowskis an, die ihn vor allem im Independent-Film bekannt machte. Nur wenige Projekte erhielten größere internationale Aufmerksamkeit, wozu Arlington Road, Saved! – Die Highschool-Missionarinnen und The Messenger – Die letzte Nachricht zählten.
In unregelmäßigen Abständen arbeitet Bukowski als Dozent an der Tisch School of the Arts Asia in Singapur.
2018 wurde er in die Academy of Motion Picture Arts and Sciences berufen, die jährlich die Oscars vergibt.

## Filmografie (Auswahl)
- 1985: Eine Woche Heiratsfrist (Fei fat yi man)
- 1987: Anna… Exil New York (Anna)
- 1987: Kiss Daddy Good Night (Kiss Daddy Goodnight)
- 1990: Mann mit Ehre – Du achtest nur, was du fürchtest (Men of Respect)
- 1991: Dogfight
- 1994: Golden Gate
- 1994: Holy Days (Holy Matrimony)
- 1995: Blood Line
- 1996: Haus der stummen Schreie
- 1997: Wie ich zum ersten Mal Selbstmord beging (The Last Time I Committed Suicide)
- 1997: Zwei Singles in L.A. (Til There Was You)
- 1999: Arlington Road
- 1999: The Minus Man
- 2001: Tangled
- 2004: Saved! – Die Highschool-Missionarinnen (Saved!)
- 2005: Boogeyman – Der schwarze Mann (Boogeyman)
- 2005: Jagd auf den BTK-Killer (The Hunt for the BTK Killer)
- 2005: Weeds – Kleine Deals unter Nachbarn (Weeds, Fernsehserie, 5 Episoden)
- 2006: Lying
- 2006: President Evil (The Tripper)
- 2006: The Goode’s House (The Good Mother)
- 2007: The Stone Angel
- 2008: Phoebe im Wunderland (Phoebe in Wonderland)
- 2008: The Guitar
- 2009: The Messenger – Die letzte Nachricht (The Messenger)
- 2009: Pagan Queen – Die Königin der Barbaren (The Pagan Queen)
- 2010: Locked In
- 2011: The Ledge – Am Abgrund (The Ledge)
- 2011: Rampart – Cop außer Kontrolle (Rampart)
- 2011: Ghett'a Life
- 2012: Vom Blitz getroffen (Struck by Lightning)
- 2012: Mighty Fine
- 2012: The Iceman
- 2014: Rosewater
- 2014: 99 Homes – Stadt ohne Gewissen (99 Homes)
- 2014: Time Out of Mind
- 2014: Two Night Stand
- 2016: Dirty Cops – War on Everyone (War on Everyone)
- 2016: Imperium
- 2017: The Dinner
- 2017: Gypsy (Fernsehserie, 10 Episoden)
- 2018: Zu schön um wahr zu sein – Die JT LeRoy Story (JT LeRoy)
- 2020: Das Letzte, was er wollte (The Last Thing He Wanted)
- 2020: Irresistible – Unwiderstehlich (Irresistible)
- 2021: Abseits des Lebens (Land)
- 2022: Till – Kampf um die Wahrheit (Till)